# Blahos Rudolf
Blahos Rudolf (Budapest, 1917 – Budapest, 1986) festő, grafikus.

## Életútja
Az Iparrajziskolában kezdte tanulmányait Basilides Sándornál, majd a Magyar Képzőművészeti Főiskolára járt, ahol Rudnay Gyula tanítványa volt. Tanulmányutat tett a Szovjetunióban, Ausztriában, Németországban és Olaszországban. 1947-től szerepelt kiállításokon. Főként tájképeket festett, rézkarcai vidéki városokat, műemlékeket ábrázolnak. Művei megtalálhatók Pécsett. 1986. október 1-jén a budapesti Gutenberg Művelődési Otthonban emlékkiállítást nyitottak Blahos Rudolf grafikus és Gaburek Károly festőművész alkotásaiból.

## Egyéni kiállítások
- 1948 • Művész Galéria, Budapest [Percz Jenővel, Somogyi Józseffel]
- 1968 • Ady Endre Művelődési Otthon, Budapest Válogatott csoportos kiállítások

## Válogatott csoportos kiállítások
- 1947 • I. zsűrimentes kiállítás, Nemzeti Szalon, Budapest
- 1957 • Tavaszi Tárlat, Műcsarnok, Budapest
- 1958 • IV. Országos Képzőművészeti Kiállítás, Herman Ottó Múzeum, Miskolc
- 1958-tól • Stúdió kiállítás, Ernst Múzeum, Budapest
- 1959-től • Őszi Tárlat, Tornyai Múzeum, Hódmezővásárhely
- 1961 • I. Országos Grafikai Biennálé, Herman Ottó Múzeum, Miskolc
- 1962 • IX. Magyar Képzőművészeti Kiállítás, Műcsarnok, Budapest
- 1979 • A Vásárhelyi Őszi Tárlatok negyedszázados jubileuma alkalmából rendezett retrospektív kiállítás, Műcsarnok, Budapest.

## Művek közgyűjteményekben
- Janus Pannonius Múzeum Modern Magyar Képtár, Pécs.